# ISU-122
ISU-122 (tiếng Nga: ИСУ-122) là một loại pháo tự hành xung kích bánh xích bọc thép cỡ nòng 122mm do Liên Xô sản xuất trong Thế chiến thứ hai dựa trên pháo tự hành chống tăng SU-122, chủ yếu dùng để chống tăng. ISU-122 được chế tạo tại Nhà máy Máy kéo Chelyabinsk ở Ural.

## Tên gọi
Nguyên mẫu của dòng pháo tự hành này được gọi là Obyekt 242 (Объект 242). Tên hiệu chính thức ISU (ИСУ) dùng để chỉ phân loại Pháo tự hành lắp đặt trên thân bệ xe tăng IS (самоходная установка на базе танка ИС hay ngắn gọn hơn là ИС-установка) và số 122 để chỉ cỡ nòng của pháo chính là 122 mm. Ký tự "I" được thêm vào nhằm phân biệt với một hệ thống pháo tự hành hạng nặng khác là SU-122 (lắp trên khung tăng T-34) cũng sử dụng pháo chính cỡ nòng 122 mm.